# Guilded
Guilded — платформа VoIP, обміну миттєвими повідомленнями та цифрового розповсюдження, розроблена компанією Guilded Inc. і належить Roblox Corporation.  Guilded базується в Сан-Франциско.  Користувачі спілкуються за допомогою голосових дзвінків, відеодзвінків, текстових повідомлень, мультимедійних файлів і файлів у приватних чатах або в рамках спільнот під назвою «гільдії».  Guilded заснував Елі Браун, колишній співробітник Facebook і Xbox.  Guilded працює на Windows, Linux, macOS, Android та iOS.
Guilded є конкурентом Discord і головним чином зосереджується на спільнотах відеоігор, наприклад, на змагальних іграх і кіберспорті.   Він надає функції, призначені для кланів відеоігор, такі як інструменти планування та інтегровані календарі.   Guilded розроблено компанією Guilded, Inc., яка є незалежною групою продуктів Roblox Corporation з 16 серпня 2021 року.  